# Boitze
Boitze é um município da Alemanha localizado no distrito de Lüneburg, estado da Baixa Saxônia.
Pertence ao Samtgemeinde de Dahlenburg.